# 紙橋站
紙橋站（越南语：／*/?）位於越南首都河內市巴亭郡玉慶坊，是河內都市鐵路3號線的一個車站，2024年8月8日開業。

## 鄰近地點
- 交通運輸大學
- 越南外貿大學
- 河內動物園

## 外部連結
- 紙橋站（河內都市鐵路的官方網站） （页面存档备份，存于）